# Искусство Японии

Кипарис Бёбу, раскладная ширма (Кано Эйтоку, 1590)

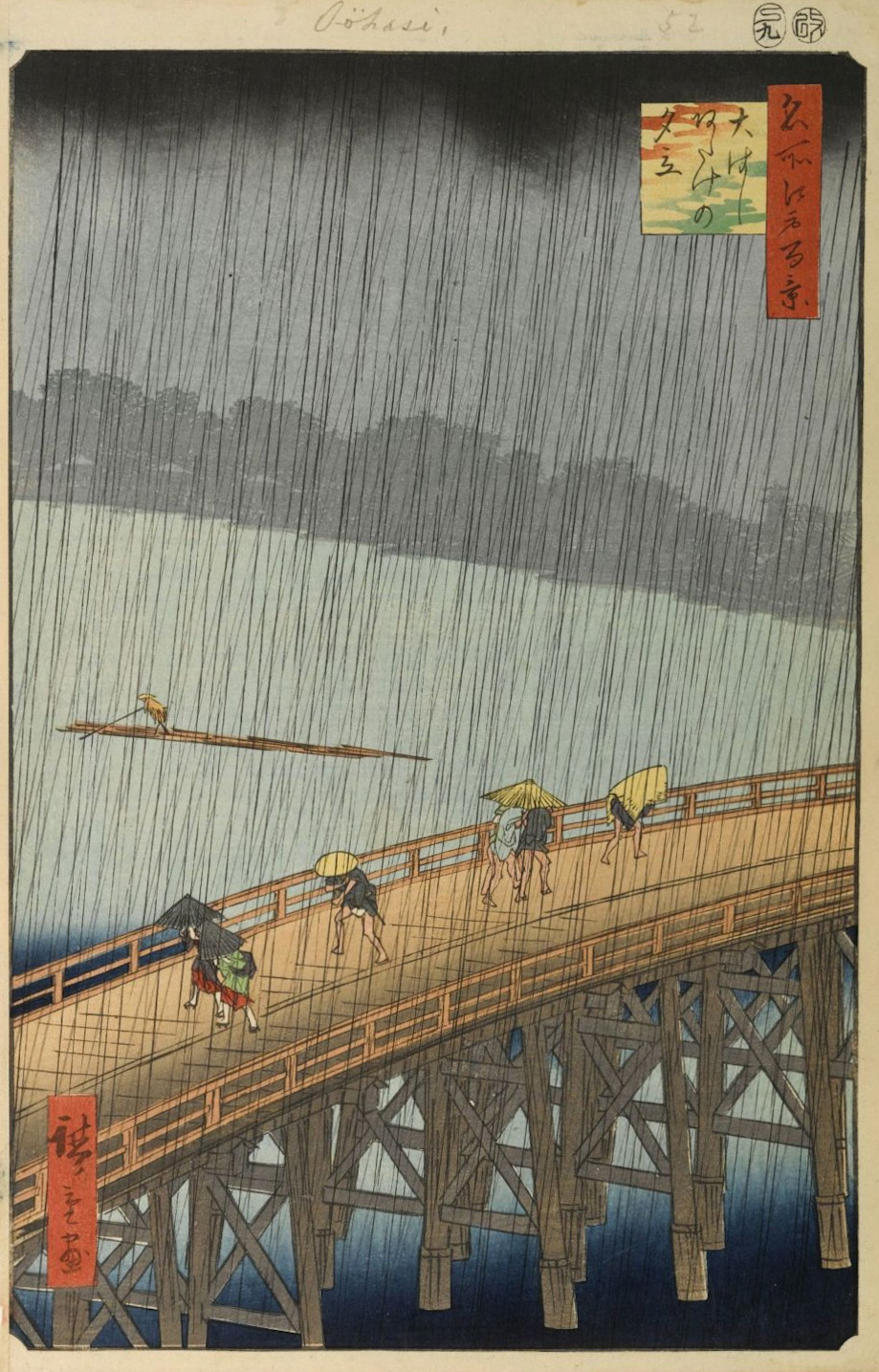
Внезапный дождь на мосту Атакэ, Хиросигэ, 1856

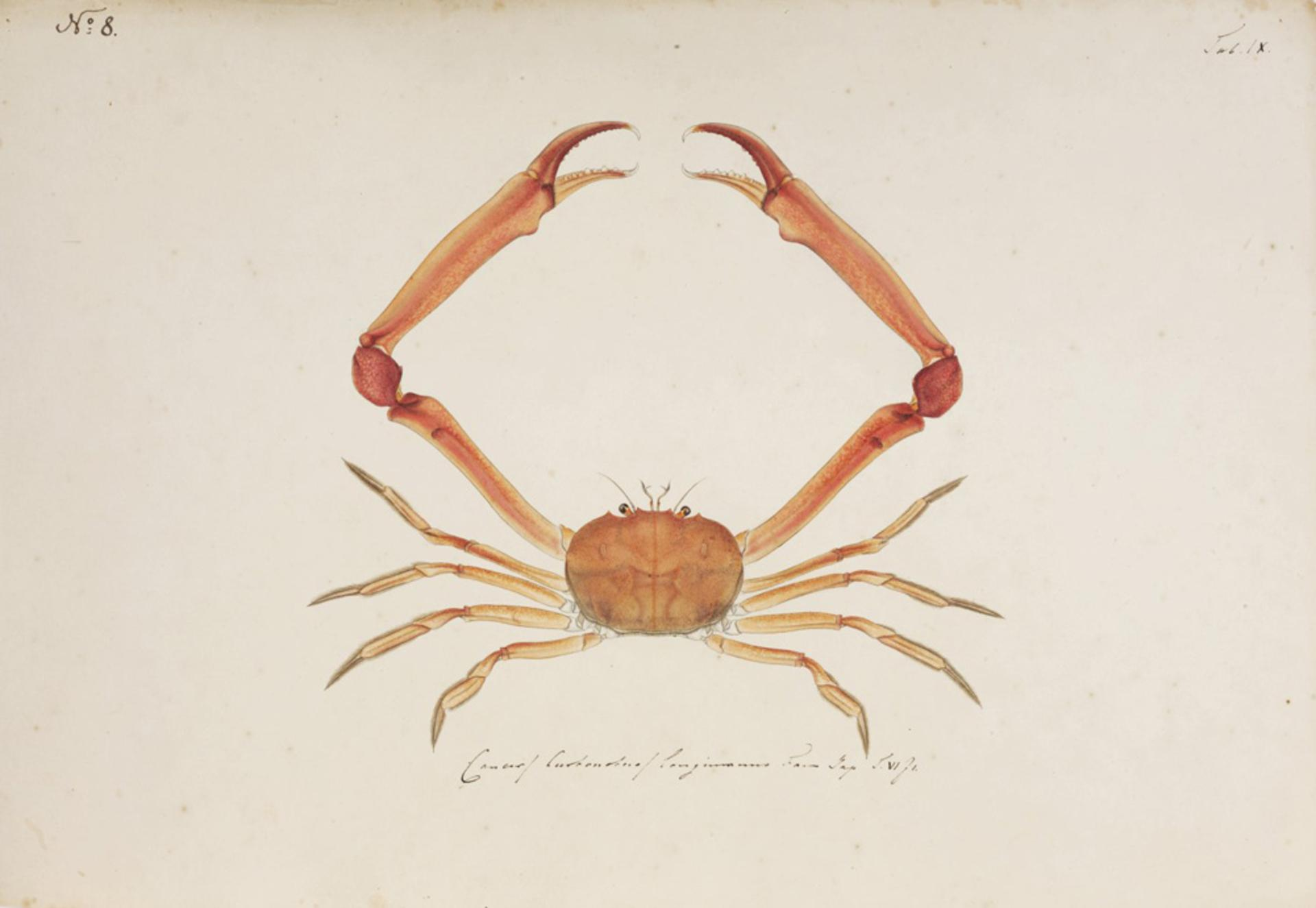
Краб, Кавахара Кэйга, 1823—1829

Искусство Японии обладает богатым разнообразием стилей и средств выражения, включая гончарное искусство, скульптуру, лаковые изделия, живопись водяными красками и каллиграфию на шёлке и бумаге, ксилографию и гравюры укиё-э, кири-э, киригами, оригами, а также наиболее молодое направление — мангу — современные японские комиксы, и многие другие типы произведений искусств. Его история охватывает огромный период — от первых людей, населявших Японию примерно в 10 тысячелетии до нашей эры, до наших дней.
На протяжении долгих периодов своей истории Япония была изолирована от влияния внешнего мира и вслед за любым новшеством или идеей, случайно проникшими в неё извне, следовал новый период минимального контакта с другими культурами. Развитию японской живописи способствовало налаживание контактов с континентом. Именно оттуда в начале VII века были позаимствованы технологии изготовления красок, бумаги и туши. Японская живопись в этот период времени была весьма проста, и представляла собой росписи, выполненные красной, зелёной и жёлтой краской на чёрном фоне. По мере дальнейшего распространения в стране буддизма, профессия художника стала более востребованной, собственно возросло качество и количество художественных произведений.
С течением времени японцы выработали способность впитывать, имитировать и наконец ассимилировать подобные элементы пришлой культуры, таким образом обогащая собственные эстетические вкусы. Первые образцы высокого искусства начали создаваться в Японии в VII и VIII веках — одновременно с распространением буддизма. В IX веке, когда японцы начали отстраняться от китайских веяний и развивать свои собственные формы выражения, как никогда прежде стали цениться секулярные искусства — наряду с искусствами религиозной направленности они процветали до конца XV столетия. Вслед за Войной Онин (1467—1477) в Японии наступил период политической, социальной и экономической смуты, длившийся около ста лет. В государстве, возникшим под началом Сёгуната Токугавы, организованная религия стала играть куда меньшую роль в повседневной жизни и основными видами искусств, сумевших сохраниться в ту эпоху, стали искусства секулярные.
Живопись — наиболее популярное средство выражения, существующее в Японии, к которому прибегают как любители, так и профессионалы. Вплоть до наших дней японцы предпочитали использовать для письма кисть, а не пишущие инструменты, и их мастерское владение кистевыми техниками вылилось в крайнюю чувствительность к ценностям и эстетике живописи. С ростом интереса к популярной культуре в период Эдо важной формой искусства стали оттиски на деревянных брусках — их техника была усовершенствована и отточена для производства цветных отпечатков. В этот период отмечается падение симпатии японцев к такому средству выражения как скульптура — она начинает ассоциироваться с религией и её применение уменьшается вместе с уменьшением роли буддизма.
Японская керамика считается одной из лучших в мире, а её образцы включают в себя древнейшие артефакты японской культуры. Архитектурные предпочтения японцев выражаются в использовании натуральных материалов и четкой взаимосвязи между внутренними и внешними пространствами.

## История искусства Японии

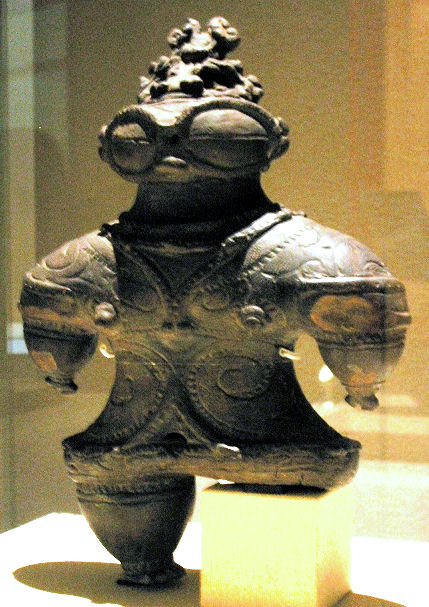
Статуэтка со снегозащитными очками, период Дзёмон

### Искусство Дзёмон
Первые переселенцы, обосновавшиеся в Японии — народ Дзёмон (ок. 11000-300 года до н. э.), получивший своё имя по верёвочному орнаменту, украшавшему изготавливаемые ими сосуды. Они были кочевыми охотниками-собирателями, позже начавшими практиковать организованное земледелие и сумевшими построить города с населением в сотни, если не в тысячи человек. Их дома были примитивными постройками из дерева и соломы, чаще всего располагавшимися в земляных ямах для сохранения тепла. Они изготавливали богато украшенные керамические сосуды, глиняные фигурки догу и хрустальные украшения.

### Искусство Яёй
Следующей волной переселенцев стал народ Яёй, названный так в честь района Токио, где были обнаружены останки их поселений. Эти люди, прибывшие в Японию примерно в 350 году до н. э., принесли с собой секреты культивации риса на заливных полях, производства медного оружия и бронзовых колоколов (дотаку), а также керамику, изготавливаемую на вращающемся колесе и обжигаемую в угольных печах

### Искусство Кофун

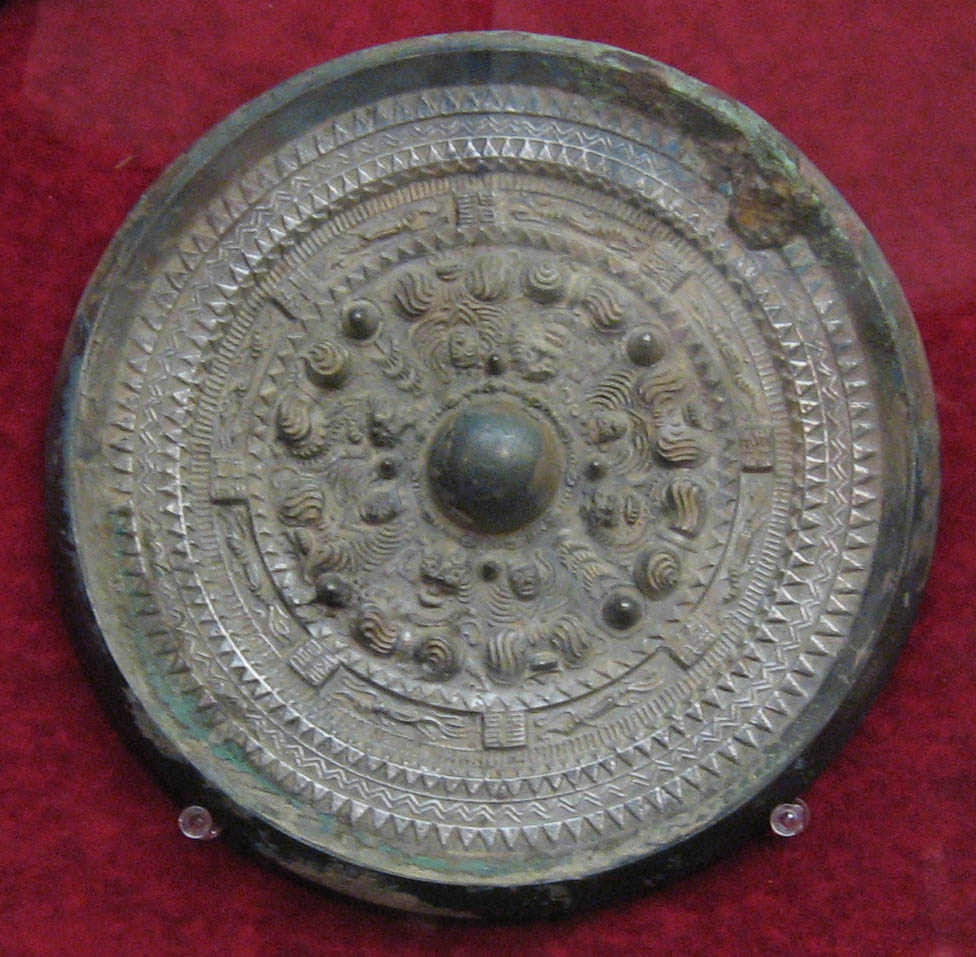
Санкакубути синдзюкё или зеркало с треугольными краями

Третий период летоисчисления доисторической Японии — период Кофун (ок. 250—552 н. э.) представляет собой трансформацию культуры Яёй, вызванную либо внутренним развитием, либо влиянием извне. Период получил название в связи с большим количеством созданных в это время мегалитических курганов кофун. Во время этого периода различные группы людей объединились в политические союзы, в конечном итоге сформировав нацию. Типичные артефакты представлены бронзовыми зеркалами, символами политических союзов и глиняными скульптурами ханива, возводившимися возле курганов.

### Искусство Асука и Нара
На периоды Асука и Нара, названые так из-за размещения государственных органов того времени в долине Асука (в 552—710 годах) и в городе Нара (в 710—784 годах), пришлось первое значительное привнесение континентальной азиатской культуры в Японию.
Распространение буддизма спровоцировало первые контакты между Китаем, Кореей и Японией.
Японцы разглядели в китайской культуре определённые аспекты, которые смогли перенять и включить в свою собственную: система передачи звуков и идей посредством письменности; историография; комплексные теории государственности, такие как эффективная бюрократия; а также, что наиболее важно с точки зрения искусства — новые технологии, методы строительства, более продвинутые техники обработки бронзы и новые техники и средства для изобразительного искусства.
И все же основной причиной интенсификации контактов между Японией и азиатским континентом на протяжении VII и VIII веков было распространение буддизма. Среди исследователей нет единого мнения по поводу некоторых знаковых дат и правильности названий периодов между 552 годом — официальной датой появления буддизма в Японии, и 784 годом — датой переноса столицы из Нары. Наиболее общепринятые рамки включают период Суйко (552—645), период Хакухо (645—710) и период Тэнпё (710—784).

Пагода Хорю-дзи, VIII век

Самые ранние из известных японских статуй Будды относят к VI и VII векам. Они созданы под влиянием греко-буддистского искусства I—III веков, на которое также наложили отпечаток представления китайских и корейских скульпторов. Для него характерны реалистичные формы с плавной фактурой одежды. Проникнув на корейский полуостров из государства Северная Вэй, религиозные изображения Будды далее проникли в Японию.
Старейшие буддистские постройки на территории Японии сохранились до наших дней. К ним относится и самое старое деревянное здание на дальнем востоке — храм Хорю-дзи к юго-западу от Нары. Изначально построенный как личный храм наследного принца Сётоку, он состоит из 41 независимого строения.

### Искусство Хэйан

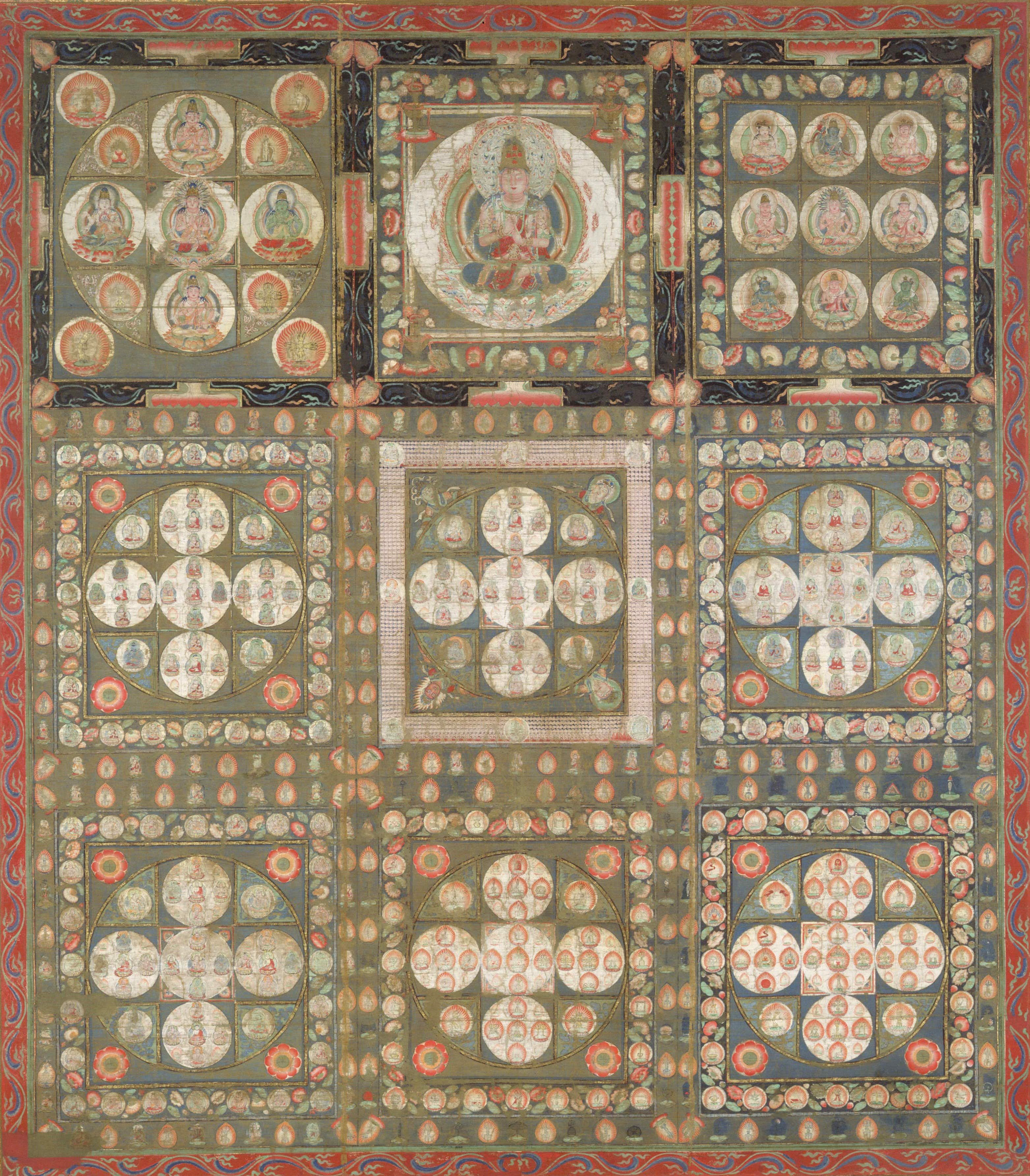
Мандала мира чрева (Тайдзокай)

В связи с ростом влияния и благосостояния буддизма в Наре, жрец Кукай (наиболее известный под посмертным титулом Кобо Дайси, 774—835 гг) отправился в Китай для изучения сингона — одной из форм буддизма, принадлежащей направлению ваджраяны, которую он начал проповедовать в Японии в 806 году. В основе этого учения лежат мандалы — диаграммы духовной вселенной, которые начали влиять и на дизайн храмов. Японская буддистская архитектура также переняла ступу — изначально индийский храмовый элемент, позднее принявший вид китайской пагоды.
Храмы, возводимые под влиянием этого нового учения, расположились в горах, вдалеке от столичного правительства и мирян. Неравномерная топография этих мест сподвигла японских архитекторов к переосмыслению проблем при строительстве храмов, в результате чего они стали больше уделять внимания традиционным японским приёмам проектирования и возведения построек. Кипарисовые крыши пришли на смену керамической черепице, вместо земляного пола стали использоваться деревянные планки. К основным местам поклонения стали пристраивать отведённые для мирян пространства.

### Искусство Камакура

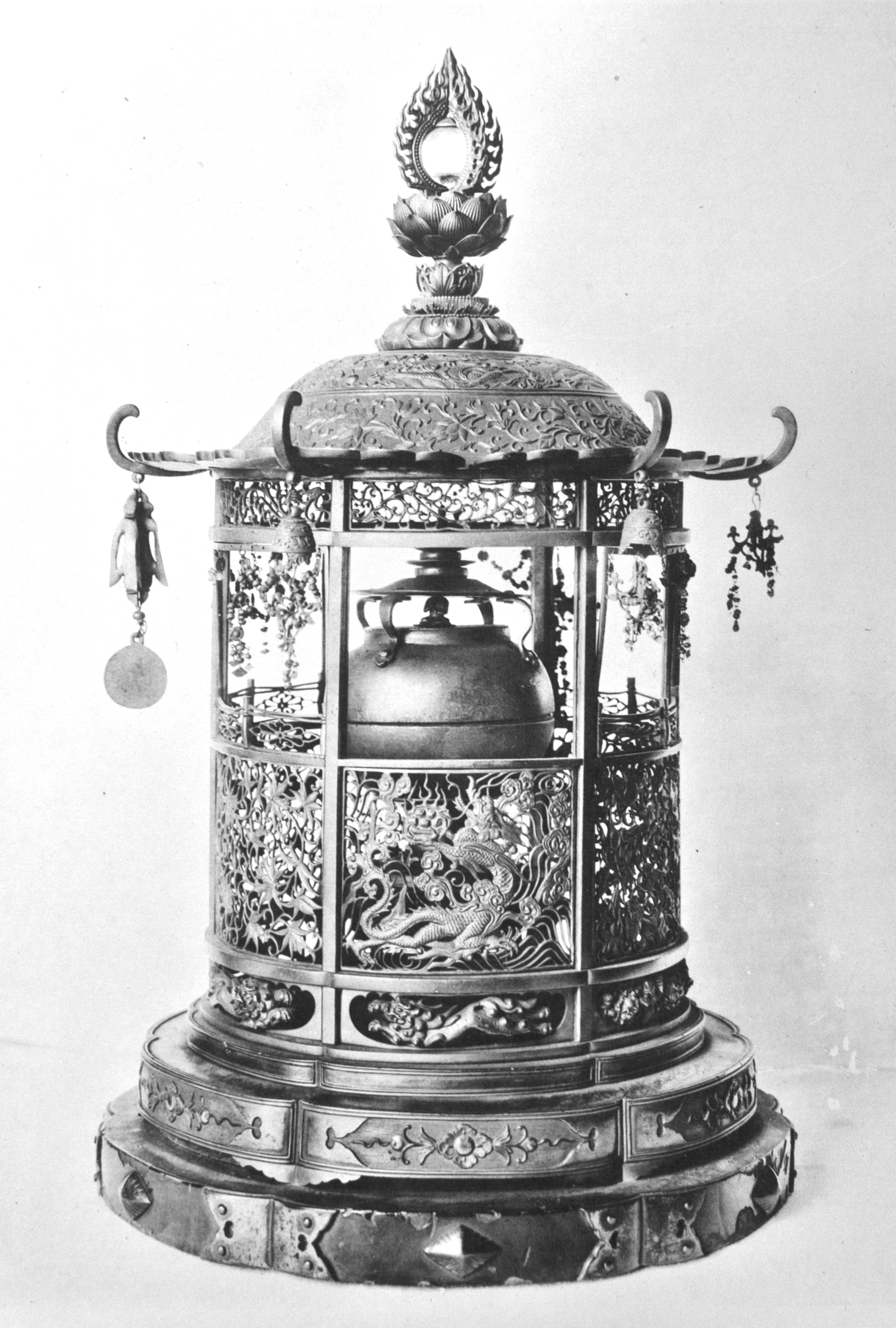
Ажурный реликварий из бронзы с позолотой

В 1180 году разгорелась война между двумя наиболее влиятельными кланами — Тайра и Минамото. Спустя пять лет клан Минамото одержал победу, после чего фактическое место пребывания правительства было перенесено в приморскую деревню Камакура, где оно оставалось вплоть до 1333 года. Переход всей полноты власти от аристократии к классу воинов повлиял и на искусство того времени. Аудитория этого искусства теперь состояла из людей, посвятивших себя военному ремеслу, священников, пытающихся сделать буддизм доступнее для малограмотных крестьян, а также консервативно настроенной знати и некоторых священников, сожалеющих об ослаблении власти императорского двора. Таким образом, искусство периода Камакура характеризуется реализмом и возрождением классического стиля. В период Камакура Киото и Нара сохранили за собой статус центров высокой культуры и искусств.

### Искусство Муромати
Во время периода Муромати (1338—1573) японская культура претерпела глубокие изменения. Клан Асикага установил контроль над сёгунатом и вернул его местопребывание в Киото (район Муромати). Возвращение правительства в столицу положило конец популяризации веяний Камакуры, придав культуре более аристократический и элитарный дух.
Среди наиболее значимых художников периода Муромати выделяют монахов-живописцев Сюбуна и Сэссю. Сюбун, монах киотского храма Сёкоку-дзи, создал картину Читая в бамбуковой роще (1446) — реалистичный пейзаж, чарующий глубиной своего пространства. Сэссю, в отличие от большинства художников периода, имел возможность пройти обучение живописи непосредственно в Китае. Пейзаж четырёх времён года (Сансуй Тёкан, ок. 1486) — одно из самых знаменитых его творений, представляющее собой неприрывное изображение одного ландшафта во время разных времён года.

### Искусство Адзути-Момояма
Наиболее известной школой живописи периода Момояма является школа Кано. Кано Эйтоку оказал на неё значительное влияние, создавая монументальные пейзажи на раздвижных межкомнатных дверях. Ширма Эйтоку «Китайские львы» является образцом смелого яркого стиля, которому отдавали предпочтение самураи.

### Искусство Эдо
В эпоху Эдо в изобразительном искусстве получил развитие стиль укиё-э.

### Современное искусство Японии
Современное искусство Японии имеет множество форм и выражений, как и большинство современного мирового искусства в целом. Начиная от аниме, видеоигр и архитектуры, до скульптуры и живописи всех мыслимых форм.
Многие художники продолжают традиции старинных мастеров, творя картины на бумаге и шёлке при помощи красок. Некоторые из них запечатлевают привычные предметы, прибегая к традиционным методам, другие же пробуют новое, находя необычные мотивы и стили в рамках привычных изобразительных средств. Находятся и те, кто вовсе отвергает традиционные японские стили, предпочитая масляную живопись или другие формы западного искусства.